# Album illustré
Pour les articles homonymes, voir Livre illustré.
 (avril 2014).
Si vous disposez d'ouvrages ou d'articles de référence ou si vous connaissez des sites web de qualité traitant du thème abordé ici, merci de compléter l'article en donnant les références utiles à sa vérifiabilité et en les liant à la section « Notes et références ».

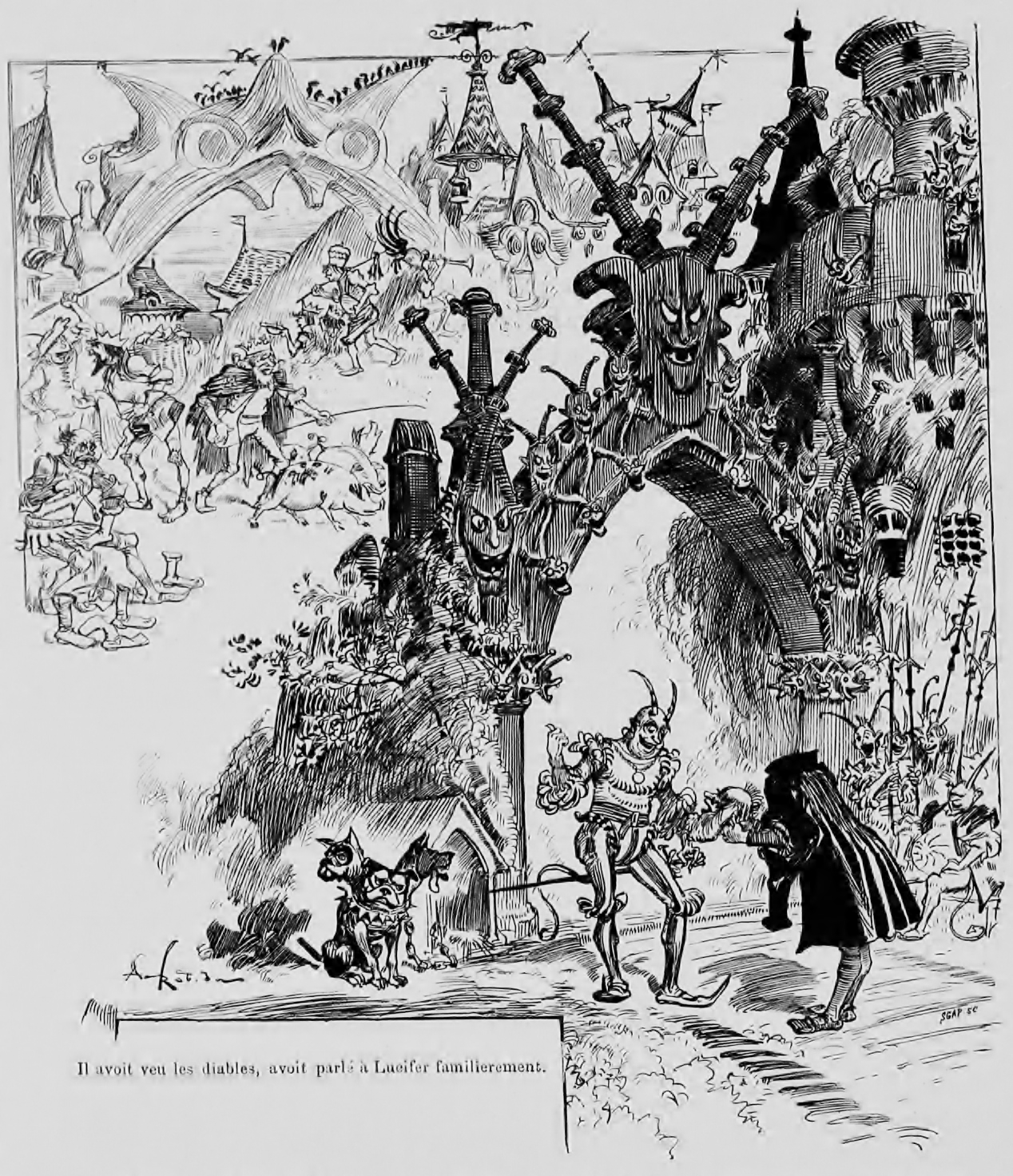
page d'album illustré (ici version illustrée par Albert Robida de Pantagruel), une illustration place le texte dans un contexte graphique

Un album illustré est un livre composé d'illustrations, accompagnant généralement un texte, qui peut être un récit de fiction, éducatif ou documentaire.
L'album est un support sur lequel se trouvent des images et du texte, marqué par une interaction entre du texte et une image.
Il existe 3 sortes d'agencements entre le texte et l'image ; la redondance, la complémentarité et la disjonction.
Redondance : Lorsque le texte et l'image exprime la même chose, on appelle ça la redondance des messages. Si elle peut être le signe d'un manque d'élaboration (effet de répétition ou de pléonasme), la redondance peut servir de projet poétique ou narratif.
Complémentarité : L'intérêt premier de l'album est d'envisager une complémentarité entre le texte et l'image, soit le propos est créé grâce à leur mise en relation, soit que l'un apporte des indications complémentaires à l'autre.
Disjonction : Le texte et l'image peuvent chacun avoir un discours indépendant. Ils peuvent entrer en contradiction, ou encore développer des narrations parallèles. Cette configuration sollicite considérablement le lecteur dans sa capacité à la distance critique et à l'anticipation.
Du fait de leur confrontation sur l’espace de la double page, textes et images entretiennent nécessairement un lien étroit. C'est au lecteur de prendre en compte le discours de l'image et du texte ainsi que le sens global qui ressort de l'interaction de ces derniers.

## Création
Lors de la création d'un album illustré, un texte est généralement choisi. À partir de ce texte, on imagine un style graphique et des images pour accompagner ce texte. Quel que soit le style graphique utilisé pour les illustrations, le texte est primordial. Car le récit de l'album doit être compris par le lecteur, et l'amener à découvrir de nouvelles choses. Un chemin de fer, (sorte de scénarimage, est alors constitué pour décrire le placement des images et du texte tout le long de l'album.
Les illustrations seront créées par l'illustrateur, en fonction de ses propres affinités picturales et du texte. Dans un bon album illustré les images ne doivent pas être une répétition du texte mais sa complémentarité, dans le cas contraire il a peu de chance d'être accepté par un éditeur ou un bibliothécaire. Éventuellement, les images peuvent afficher une représentation détournée du texte.
Seule exception possible, les livres pour les plus petits qui jouent de la répétition afin d'apprendre des mots ou phrases simples. Dans la majorité des cas, l'illustrateur, créera donc le chemin de fer et quelques images définitives et démarchera les éditeurs avec ces 2 préparations. Si l'éditeur est intéressé, il financera la fin de la production de l'album.

## Types

### Jeunesse
Les albums illustrés de jeunesse sont certainement la catégorie la plus foisonnante : des milliers d'ouvrages en langue française paraissent chaque année. Le Salon du livre et de la presse jeunesse, salon national qui se tient chaque année en novembre à Montreuil, ville limitrophe de Paris, en France, est un bon exemple de la diversité de ces créations.

### Adolescents et adultes
Ils sont certainement moins nombreux, mais les albums illustrés adolescents ou adultes existent également. Pour ce qui est narratif, ils ciblent généralement plutôt des milieux underground ou artistiques, ou bien sont plutôt documentaire ou éducatifs. Il peut s'agir de cours de langues de manuels techniques, utilisés dans les établissements d'enseignement supérieur ou dans les formations pour adultes. La bande dessinée est également présent dans ces catégories et intégré à ce genre.
Le Salon du livre et de la presse jeunesse comporte tous les ans une section adulte, pour les amateurs de ce type d'ouvrages.

### Albums documentaires
Quelle que soit la tranche d'âge ciblée, le documentaire a généralement besoin d'illustrations, que ce soit dans les domaines scientifiques, techniques ou artistiques. Ces illustrations peuvent consister en photos mais il est souvent préférable de faire appel à un illustrateur qui saura mieux synthétiser l'idée de façon graphique, et ce, sans les éléments encombrants entourant le sujet dans les photos. Les encyclopédies sont de bons exemples de documentaires illustrés.

### Albums éducatifs
Qu'il s'agisse de l'utilisation d'un logiciel, des techniques picturales, de la pratique d'un sport ou d'une science, les albums éducatifs sont généralement très fournis en illustrations. Pour décrire une capture d'écran, une formule mathématique, le graphique d'une courbe, la position à tenir dans tel ou tel sport, etc., le nombre d'éléments illustrés indispensable à la majorité des livres éducatifs, est très élevé. Certains vont même jusqu'à comporter plus d'image que de texte, comme des livres sur les techniques de danse ou d'arts martiaux.

### Non et mal voyants
Il existe des albums illustrés destinés aux aveugles et mal-voyants. Ces livres sont généralement blancs et en papier. L'illustration y est imprimée en relief, et le texte en braille. Certains albums pour voyants sont traduits de cette façon afin de permettre à ces personnes d'acquérir des techniques utiles, ou bien d'avoir le plaisir de découvrir des histoires illustrées.